# Moyez G. Vassanji

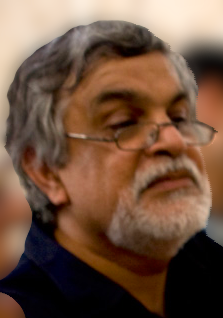
Moyez G. Vassanji (2009)

Moyez G. Vassanji, CM (geboren 30. Mai 1950 in Nairobi, Kronkolonie Kenia) ist ein kanadischer Schriftsteller. Er publiziert als M. G. Vassanji.

## Leben
Moyez Gulamhussein Vassanji stammt aus einer indischen Einwandererfamilie, er wuchs in Dar Es Salaam in Tansania auf, das er als seine Heimat betrachtet. Er begann das Studium der Physik an der Universität Nairobi und erhielt ein Stipendium für das Massachusetts Institute of Technology in den USA. Er spezialisierte sich auf Atomphysik und wurde an der University of Pennsylvania promoviert. 1978 ging er als Postdoc nach Kanada. Ab 1980 forschte er als wissenschaftlicher Angestellter an der University of Toronto. 1981 gründete er mit seiner Frau Nurhehan Aziz die Zeitschrift Toronto South Asian Review und 1985 den Kleinverlag TSAR Publications.
Er veröffentlichte 1989 den Roman The Gunny Sack und arbeitet seither als Schriftsteller. Das Buch weist für den englischsprachigen Leser ein Glossar der verwendeten Wörter aus Swahili und aus Kutchi-Gujarati auf. Bis zum Jahr 2020 veröffentlichte er neun Romane, zwei Bücher mit Kurzgeschichten und zwei Sachbücher. Vassanji thematisiert in seinem Werk die Lage der indischen Migranten in Ostafrika und in Kanada.
Vassanji war Writer in Residence an der Universität Iowa. Er wurde 2005 Mitglied des Order of Canada, erhielt 1994 und 2003 den Giller-Preis, 2007 den Rogers Writers’ Trust Fiction Prize, 2015 den Molson Prize.

## Schriften (Auswahl)
- The Gunny Sack. 1989 ISBN 0-385-66065-0
  - Das Erbe der Muscheln. Übersetzung Inge Uffelmann. München : Kyrill-und-Method, 1990
- No New Land. 1991 ISBN 0-7710-8722-5
- Uhuru Street. 1992 Kurzgeschichten
- The Book of Secrets. 1994 ISBN 0-312-15068-7
- Amriika. 1999 ISBN 0-7710-8725-X
- The In-Between World of Vikram Lall. 2003 ISBN 0-385-65991-1
- When She Was Queen. 2005 Kurzgeschichten
- The Assassin's Song. Toronto: Anchor, 2007 ISBN 0-385-66351-X
- A Place Within. Toronto: Doubleday, 2008 Eine Indien-Reise
- Mordecai Richler. Vorwort John Ralston Saul. Toronto: Penguin Canada, 2009 ISBN 9780670066728 Biografie
- The Magic of Saida. Toronto: Anchor, 2012 ISBN 9780385667142
- And Home Was Kariakoo: A Memoir of East Africa. Toronto: Doubleday, 2014 Autobiografie
- Nostalgia. 2016 ISBN 978-0385667166
- A Delhi Obsession. 2019